# ونیشه
ونیشه (اسلوونیایی: Veniše) یک زیستگاه انسانی در اسلوونی است که در Lower Carniola واقع شده‌است.

## خصوصیات
ونیشه ۱٫۵۶ کیلومترمربع مساحت و ۲۲۹ نفر جمعیت دارد و ۱۶۲٫۹ متر بالاتر از سطح دریا واقع شده‌است.